# Ruff Neg
 (septembre 2007).
Si vous disposez d'ouvrages ou d'articles de référence ou si vous connaissez des sites web de qualité traitant du thème abordé ici, merci de compléter l'article en donnant les références utiles à sa vérifiabilité et en les liant à la section « Notes et références ».
Ruff Neg' était un collectif de singjays des années 1990, produit par Don Miguel.

## Membres
- Matinda (alors appelé Admirall Leïdy)
- Pleen Pyroman (alors appelé Daddy Pleen)
- Ras Daniel
- Kulu Ganja (alors appelé Shark-T Ganja)

## Discographie
- Ruff Neg (1996)
- Uni Vers All (1997)
- Ruff Neg Marrons (1998) en duo avec le groupe Nèg' Marrons